# Loro Boriçi
Loro Boriçi (Shkodra, 1922. augusztus 4. – Tirana, 1984. április 25.) válogatott albán labdarúgó, csatár, edző. Az albán válogatott szövetségi kapitánya (1957–1963, 1965–1972, 1976, 1981).

## Pályafutása

### Klubcsapatban
1937 és 1941 között a Vllaznia, 1941 és 1943 között az olasz Lazio, 1945 és 1948 között ismét a Vllaznia, 1949 és 1956 között a Partizani, 1957-ben a Spartak Tirana labdarúgója volt. A Vllaznia csapatával három bajnoki címet szerzett, a Partizanival kettőt és egy albánkupa-győzelmet ért el.

### A válogatottban
1945 és 1957 között 24 alkalommal szerepelt az albán válogatottban és hat gólt szerzett. 

### Edzőként
Visszavonulása után, 1957-ben hamarosan az albán válogatott szövetségi kapitánya lett. Először 1963-ig töltötte be ezt a pozíciót. Második kapitánysága 1965 és 1972 között volt. Majd 1976-ban és 1981-ben még visszatért a válogatott kispadjára rövid időre.
1962 és 1971 között a Partizani vezetőedzőjeként is tevékenykedett. A csapattal három bajnoki címet és négy albánkupa-győzelmet ért el.

## Emlékezete
Az 1952-ben épült shkodrai stadiont 1990-ben a tiszteletére róla nevezték el.

## Sikerei, díjai

### Játékosként
Vllaznia
- Albán bajnokság
  - bajnok (3): 1940, 1945, 1946
  - gólkirály: 1945

 Partizani
- Albán bajnokság
  - bajnok (2): 1949, 1954
  - gólkirály: 1950
- Albán kupa
  - győztes: 1949

### Edzőként
Partizani
- Albán bajnokság
  - bajnok (3): 1962–63, 1963–64, 1970–71
- Albán kupa
  - győztes (4): 1964, 1966, 1968, 1970